# 坎索海峡

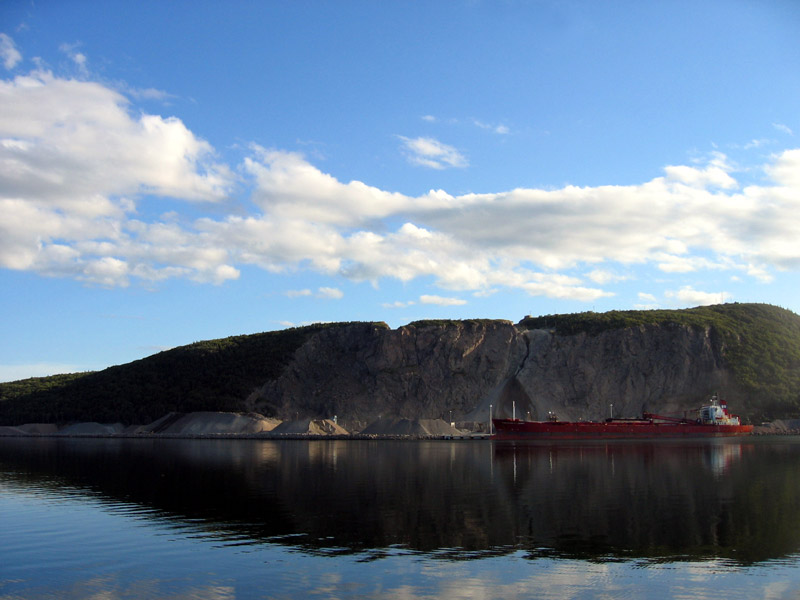
坎索海峡

坎索海峡（英語：Strait of Canso）位于加拿大东部，新斯科舍半岛与布雷顿角岛之间，连接大西洋的切达巴克托湾（Chedabucto Bay）和诺森伯兰海峡的圣乔治湾（St. Georges Bay），长约27公里，宽约3公里，水深超过60米。1955年建成了连接大陆和布雷顿角岛的全长2.1公里的坎索海堤。“坎索”一词来自密克马克语（当地土著密克马克人的语言）“kamsok”，意为“在悬崖边”，指切达巴克托湾南岸东至坎索角沿岸的悬崖。
海峡沿岸主要城市有霍克斯伯里港和马尔格雷夫。